# Antonieta Rudge
Antonietta Rudge (São Paulo, 13 de junho de 1885 – 13 de julho de 1974) foi uma das grandes pianistas brasileiras de prestígio internacional. Considerada uma das maiores intérpretes brasileiras de Beethoven e Chopin.
Foi casada com Charles Miller, introdutor do futebol no Brasil, e, mais tarde, na década de 1920, uniu-se ao poeta modernista Menotti Del Picchia.

## Família
Descendente de uma família paulistana de origem inglesa e portuguesa, suas primeiras lições de piano foram recebidas de sua mãe, Ana Emília da Silva Telles, uma pianista amadora que tocava bem o instrumento.

## Início da Carreira
Demonstrando interesse pelo estudo de piano com apenas quatro anos de idade, seus pais contrataram o professor francês Gabriel Giraudon para ministrar aulas para a precoce artista. Estreou publicamente aos sete anos, por gentileza e incentivo dos irmãos Luís e Maurício,  no salão da Casa Levy na rua XV de Novembro (anteriormente rua da Imperatriz).
Continuando suas apresentações de menina prodígio, apresentou-se no ano seguinte no Clube Internacional, aos nove anos no Clube Germânia, executando obras de Beethoven. Nessa ocasião já era aluna do professor Luigi Chiaffarelli, introdutor em São Paulo de uma escola de interpretação que haveria de revelar outros pianistas, como Guiomar Novaes, que encantariam o público brasileiro e de vários países do mundo ocidental. Com ele evoluiu musicalmente e entrou em contato com um repertório pianístico muito avançado. Foi através de Chiaffarelli que conheceu e tocou música de câmara com nomes conhecidos como Camille Saint-Säenz, Pablo Casals e Harold Bauer em suas visitas ao Brasil.
Tinha um enorme repertório e poderia tocar de memória, incluindo os dois livros do Cravo Bem Temperado de Bach. Alguns apontamentos de Chiaffarelli (nos fascículos intitulados "Migalhas")  aponta que entre 10 e 12 anos de idade, Antonietta já dominava concertos de Beethoven e Mozart, além de obras de Chopin, Bach e Schumann, e a Rapsódia Húngara nº 6, de Liszt, em sua versão original.
Voltou ao palco aos dez anos, com recita no Clube Internacional, ocasião em que foi muito aplaudida por apresentar composições de dificílima execução. Repetiu o sucesso em 1896 no Salão Steinway ao executar, de cor, doze peças musicais acompanhada em outro piano por seu mestre Chiaffarelli.

## Carreira Internacional
Em 1905, quanto contava com apenas vinte anos, iniciou na Europa sua bem sucedida carreira internacional. Casada com seu primo Charles Miller (1906), um casamento arranjado por sua família , ele intermediou a carreira profissional da pianista, uma série de concertos bem sucedidos na Europa, visitando Alemanha, França e Inglaterra . Na Inglaterra tocou no Bechstein Hall (atual Wigmore Hall) e na Alemanha, em Frankfurt, no Hoch’s Konservatorium .
O mesmo casamento que impulsionou sua carreira internacional foi o responsável pela paralisação temporária de sua presença nos palcos. Em 1922, Antonietta rompe seu casamento com Charles Miller para viver sua paixão ao lado de Menotti Del Picchia.

## Carreira Pedagógica
A partir de 1925 passa a se dedicar principalmente às atividades pedagógicas, apresentando-se ocasionalmente como pianista. Sua fama como concertista e sua habilidade em formar novos pianistas, levou o maestro italiano Tabarin e o advogado Luiz Wetterlé a convidá-la para fundar o Conservatório Musical de Santos, em 1927. Atuou inicialmente como codiretora e principal professora de piano, mas com o passar dos anos, tornou-se a única proprietária. O conservatório chegou a ser uma faculdade de música reconhecida pelo Ministério da Educação . Lecionou por mais de 40 anos na instituição, orientando alunos como os compositores José Antônio de Almeida Prado e Gilberto Mendes .
Em 1939, Antonietta realizou a estreia do Concerto em Formas Brasileiras, de Hekel Tavares, sob a regência do autor e transmissão nacional pela Rádio Cultura .

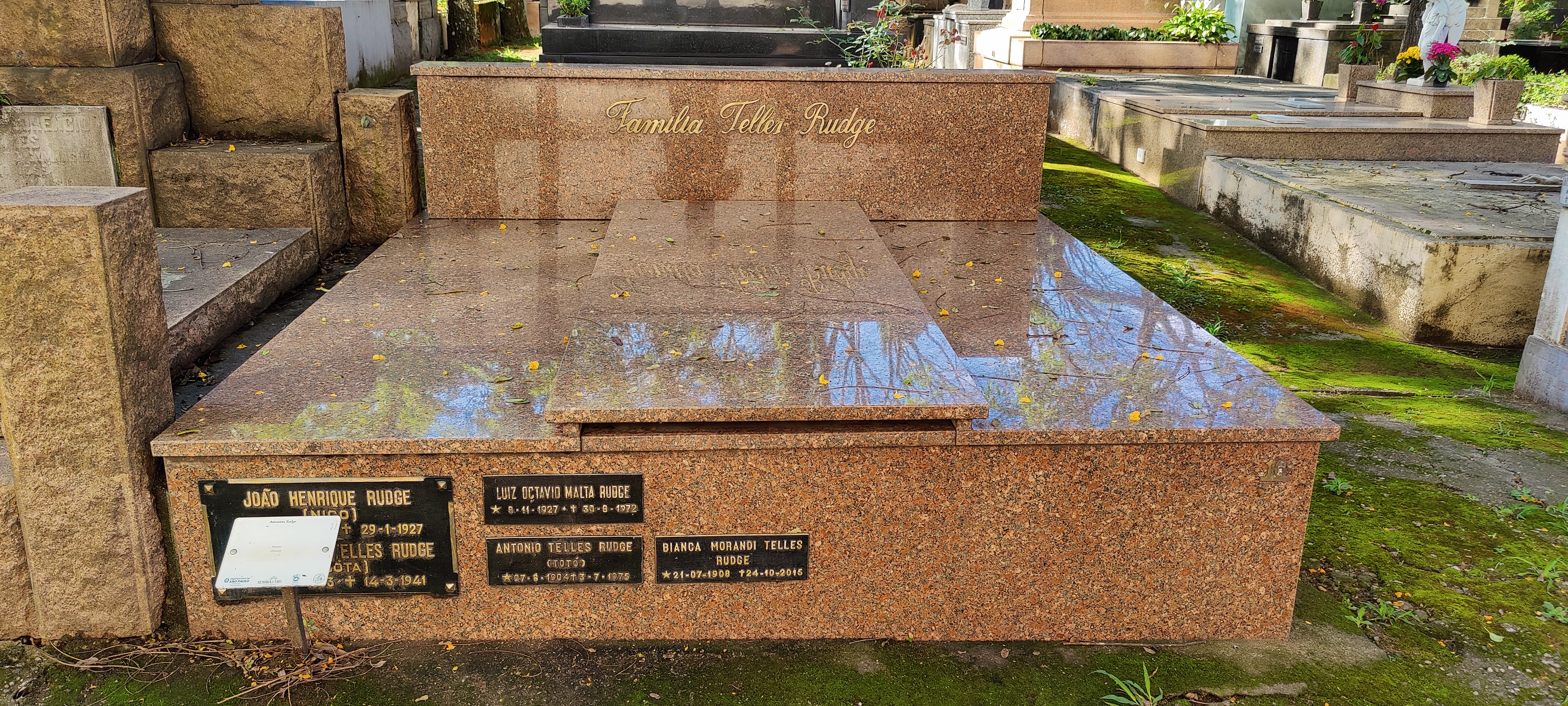
Túmulo familiar de Antonietta Rudge no Cemitério da Consolação em São Paulo (2022)

Arthur Rubinstein, conhecido como um dos melhores pianistas virtuosos do século XX, fez o seguinte comentário sobre Antonietta: "Tenho três grandes paixões na vida: Mozart, Beethoven em sua segunda fase e Antonietta Rudge interpretando os dois" .
Sua última apresentação pública aconteceu em 1964, no Teatro Coliseu, em Santos como comemoração por completar oitenta anos de idade. Interpretou com Souza Lima e Guiomar Novaes obras para três pianos de Mozart e Bach .
Faleceu em 1974, aos 84 anos, em São Paulo e está enterrada no Cemitério da Consolação . Em sua homenagem, Almeida Prado compôs a obra In Paradisum, que, segundo ele, retrata a entrada da pianista no paraíso .

## Gravações
Apesar do enorme sucesso, deixou poucas gravações realizadas nas décadas de 1930 e 1940, em álbuns de 78 rotações e discos de acetato. Em 2000, algumas destas gravações foram relançadas em CD, no volume dedicado à Antonietta Rudge, da série Grandes Pianistas Brasileiros, pela gravadora Masterclass.
Seu primeiro e único LP foi lançado em 1973, assim mesmo sem a sua autorização. Foi gravado às escondidas por seus amigos decididos a perpetuar os números que ela executava em casa .

## Homenagens
A prefeitura de São Paulo encomendou um busto de Antonietta Rudge ao escultor Luiz Morrone. A obra foi entregue e instalada na Praça Portugal, sendo inaugurada em dezembro de 1977 com a presença de Menotti Del Picchia, sua filha Helena Rudge Miller, Sábato Magaldi (secretário municipal de cultura de São Paulo) e Paulo Bomfim. No Jardim Brasil, Zona Norte de São Paulo, existe a Rua Antonieta Rudge Muller.